# Chibaiskweda
Dans la mythologie abénaquise, Chibaiskweda est un gaz des marais supposé être causé par le fantôme d'un cadavre mal enterré.